# 朱启钤旧居
朱启钤旧居为原中華民國代理国务总理朱启钤在天津的居所，位於英租界马厂道（Race Course Road）（今天津市河西区马场道164号）。天津市文物保护单位和重点保护等级历史风貌建筑。

## 緣起
朱启钤退居天津英租界后，希求夫人患病且需要安静的休息环境，于1922年购买馬廠道倪家花园（倪嗣冲的私人花园，今天津市儿童医院）对過之地皮修建了这座洋房。朱启钤名其「蠖园」。

## 建筑
为一所兩层带地下室西式洋房，砖木混合结构。红瓦坡顶，清水砖墙外立面。二层设有拱券式开放式柱廊，旧居内庭院开阔并设有假山亭榭。建築含有哥特建筑風格。